# Kurozumi-kyō
Kurozumi-kyō (jap. 黒住教 Kurozumi-kyō; Nauka, religia Kurozumiego) – jeden z nowych ruchów religijnych, powstałych w XIX wieku w Japonii na bazie shintō.
Jedna z trzynastu sekt przedwojennego shintō. Uważana za jedną z najwcześniejszych religii pochodzących z shintō. Jej założyciel, Munetada Kurozumi (1780–1850), był synem kapłana shintō w świątyni w Bizen (dzisiejsza prefektura Okayama). W 1814 roku, po wyzdrowieniu z choroby, doświadczył nadprzyrodzonego objawienia znanego w ruchu jako „bezpośrednie otrzymanie niebiańskiej misji”. W jego trakcie dostąpił jedności z boginią Amaterasu i otrzymał misję głoszenia nowego posłania dla ludzkości. W następnym roku rozpoczął działalność religijną, skupiając się na głoszeniu i rytuałach uzdrawiających, stopniowo zwiększając liczbę swoich wyznawców. 
Formalne ukonstytuowanie się nowego ruchu nastąpiło w 1846 roku, kiedy Kurozumi wraz ze swoimi uczniami opublikował Osadamegaki, zbiór świętych pism. 
Po śmierci Kurozumiego religia szybko zdobywała nowych wyznawców, w okresie restauracji Meiji liczyła ich już 100 tysięcy. W 1872 roku wspólnota została uznana oficjalnie przez państwo jako Kurozumi Kōsha (konfraternia, zrzeszenie), a w 1876 roku jako pierwsza z nowych ruchów religijnych została wyłączona spod jurysdykcji Biura ds. Shintō (Shintō Jimukyoku), pod nazwą Shintō Kurozumi-ha (Gałąź Shintō Kurozumi").
W 1885 roku wyznawcy Kurozumi-kyō otworzyli własny chram w Okayamie. Od 1974 roku główna siedziba ruchu mieści się na szczycie góry Shintō-zan w Okayamie. Współcześnie religia ta posiada ponad 350 wspólnot na terenie Japonii i około 300 tysięcy wyznawców.
Podstawą wierzeń sekty jest kult bogini słońca Amaterasu, uznawanej za stwórcę świata i źródło wszelkiego życia. Główną praktyką religijną sekty jest nippai, czyli zespół modlitw do wschodzącego słońca. Podkreślana jest duchowa jedność ludzkości z Amaterasu oraz równość kobiet i mężczyzn. Należyte wypełnianie wskazań religijnych ma zapewnić wyznawcom Kurozumi-kyō osiągnięcie pomyślności, spokoju i zdrowia.